# Saint-Jouan-des-Guérets
Saint-Jouan-des-Guérets (en bretó Sant-Yowan-an-Havreg) és un municipi francès, situat a la regió de Bretanya, al departament d'Ille i Vilaine. L'any 2006 tenia 2.660 habitants.

## Demografia
| 1962                                       | 1968  | 1975  | 1982  | 1990  | 1999  |
| ------------------------------------------ | ----- | ----- | ----- | ----- | ----- |
| 1.023                                      | 1.025 | 1.236 | 1.406 | 2.221 | 2.484 |
| Des de 1962: població sense dobles comptes |       |       |       |       |       |

## Administració
| Període   | Identitat     | Partit |
| --------- | ------------- | ------ |
| 2001-2008 | Francis Goger |        |
| 2008-     | Luc Couapel   |        |